# Escudo de Ampuero
El escudo de Ampuero es uno de los símbolos del ayuntamiento de Ampuero (Cantabria), junto a su bandera. Dicho escudo queda organizado de la manera siguiente: escudo de oro, una carabela, sobre ondas de azur y pIata; la bordura de gules, cargada de siete lises de pIata. Al timbre, corona real cerrada. La carabela representa a La Pinta que, según la tradición, pudo pertenecer a un vecino de la localidad llamado Gómez De Rascón quien también se embarcaría con Cristóbal Colón en su primer viaje al Nuevo Mundo en 1492.
El escudo fue adoptado por el ayuntamiento y autorizado por el Ministerio de la Gobernación el día 23 de diciembre de 1976, previo informe favorable emitido por la Real Academia de la Historia con algunas sugerencias debidamente observadas.